# Mary Balogh
Pour les articles homonymes, voir Balogh.
Mary Balogh (née Mary Jenkins en 1944 à Swansea au Pays de Galles) est un écrivain britannico-canadien de romances historiques. Considérée comme une référence du sous-genre « Régence », elle apparaît plus d'une trentaine de fois sur la liste des best-sellers du New York Times.

## Biographie
Mary Jenkins naît et grandit à Swansea au Pays de Galles. En sortant de l'université en 1967, elle obtient un contrat de deux ans pour enseigner au Canada. Elle y rencontre et épouse un canadien, Robert Balogh, et tous deux s'installent dans la petite ville de Kipling, Saskatchewan où ils élèvent trois enfants. Elle enseigne l'anglais dans un lycée pendant plusieurs années, puis en devient la proviseure.

## Regards sur l'Œuvre
Mary Balogh commence sa carrière d'écrivain en 1983 quand elle écrit son premier roman A Masked Deception le soir après son travail sur la table de sa cuisine. Pendant son enfance, Mary et sa sœur Moira s'amusaient à se raconter des histoires. Devenue adulte, Mary découvre le monde du roman historique « Régence » en lisant les livres de Georgette Heyer. C'est la raison pour laquelle, la grande majorité des romans de Mary Balogh se situent au temps de la Régence anglaise ou de la période georgienne. A Masked Deception est accepté par la maison d'édition Signet et publié en 1985. La même année, Mary Balogh remporte le Romantic Times Award pour la meilleure nouvelle romancière « Régence ».
Elle est l'auteur de plus de soixante-dix romances publiées et plus d'une vingtaine de nouvelles. Elle a reçu de nombreuses récompenses, dont notamment le Romantic Times Career Achievement Award en 1993 et apparaît régulièrement sur la liste des best-sellers du New York Times.

## Œuvre

### Série Four Horsemen of the Apocalypse
1. Passion secrète, J'ai lu, coll. « Aventures et Passions », 2002 ((en) Indiscreet, 1997)
2. (en) Unforgiven, 1998Inédit à ce jour en France.
3. Le secret de Sophie, J'ai lu, coll. « Regency », 2024 ((en) Irresistible, 1998)

### La saga des Bedwyn
1. Une nuit pour s'aimer, J'ai lu, coll. « Aventures et Passions », 2012 ((en) One Night for Love, 1999)
2. Le bel été de Lauren, J'ai lu, coll. « Aventures et Passions », 2013 ((en) A Summer to Remember, 2002)
3. Un mariage en blanc, J'ai lu, coll. « Aventures et Passions », 2013 ((en) Slightly Married, 2003)
4. Rêve éveillé, J'ai lu, coll. « Aventures et Passions », 2013 ((en) Slightly Wicked, 2003)
5. Fausses fiançailles, J'ai lu, coll. « Aventures et Passions », 2014 ((en) Slightly Scandalous, 2003)
6. L'amour ou la guerre, J'ai lu, coll. « Aventures et Passions », 2014 ((en) Slightly Tempted, 2004)
7. L'inconnu de la forêt, J'ai lu, coll. « Aventures et Passions », 2014 ((en) Slightly Sinful, 2004)
8. Le mystérieux Duc de Bewcastle, J'ai lu, coll. « Aventures et Passions », 2014 ((en) Slightly Dangerous, 2004)
9. (en) Once upon a dream : Another dream, 2016Inédit à ce jour en France.

### Série La famille Huxtable
1. Le temps du mariage, J'ai lu, coll. « Aventures et Passions », 2010 ((en) First comes marriage, 2009)
2. Le temps de la séduction, J'ai lu, coll. « Aventures et Passions », 2010 ((en) Then comes seduction, 2009)
3. Le temps de l'amour, J'ai lu, coll. « Aventures et Passions », 2011 ((en) At last comes love, 2009)
4. Le temps du désir, J'ai lu, coll. « Aventures et Passions », 2011 ((en) Seducing an angel, 2009)
5. Le temps du secret, J'ai lu, coll. « Aventures et Passions », 2011 ((en) A secret affair, 2010)

### Le club des survivants
1. Une demande en mariage, J'ai lu, coll. « Aventures et Passions », 2015 ((en) The proposal, 2012)
2. (en) The suitor (nouvelle), 2013, Inédit à ce jour en France.
3. Un mariage surprise, J'ai lu, coll. « Aventures et Passions », 2015 ((en) The arrangement, 2013)
4. L'échappée belle, J'ai lu, coll. « Aventures et Passions », 2015 ((en) The escape, 2014)
5. Rien qu'un enchantement, J'ai lu, coll. « Aventures et Passions », 2016 ((en) Only enchanting, 2014)
6. Rien qu'une promesse, J'ai lu, coll. « Aventures et Passions », 2016 ((en) Only a promise, 2015)
7. Rien qu'un baiser, J'ai lu, coll. « Aventures et Passions », 2016 ((en) Only a kiss, 2015)
8. Rien que l'amour, J'ai lu, coll. « Aventures et Passions », 2017 ((en) Only beloved, 2016)

### La saga des Westcott
1. Celui qui m'aimera, J'ai lu, coll. « Aventures et Passions », 2018 ((en) Someone to love, 2016)
2. Celui qui m'embrassa, J'ai lu, coll. « Aventures et Passions », 2019 ((en) Someone to hold, 2017)
3. Celui qui m'épousera, J'ai lu, coll. « Aventures et Passions », 2019 ((en) Someone to wed, 2017)
4. Celui qui me désirera, J'ai lu, coll. « Aventures et Passions », 2020 ((en) Someone to care, 2018)
5. La valse de Noël, J'ai lu, coll. « Aventures et Passions », 2020 ((en) Someone to trust, 2018)
6. Celui qui me respectera, J'ai lu, coll. « Aventures et Passions », 2021 ((en) Someone to honor, 2019)
7. (en) Someone to remember (nouvelle), 2019Inédit à ce jour en France.
8. Celui qui me charmera, J'ai lu, coll. « Aventures et Passions », 2021 ((en) Someone to romance, 2020)
9. Celui qui me chérira, J'ai lu, coll. « Aventures et Passions », 2023 ((en) Someone to cherish, 2021)
10. Celui qui me comblera, J'ai lu, coll. « Aventures et Passions », 2024 ((en) Someone perfect, 2021)

### Série Dark angel
1. L'Ange blond et l'Ange noir, J'ai lu, coll. « Regency », 2022 ((en) Dark Angel, 1994)
2. L'épouse de Lord Carew, J'ai lu, coll. « Regency », 2022 ((en) Lord Carew's Bride, 1995)
3. La Fulgurante ascension de Miss Downes, J'ai lu, coll. « Regency », 2023 ((en) The Famous Heroine, 1996)
4. (en) The Plumed Bonnet, 1996Inédit à ce jour en France.
5. (en) The Ideal Wife, 1991Inédit à ce jour en France.
6. Un bijou si précieux, J'ai lu, coll. « Aventures et Passions », 2017 ((en) A Precious Jewel, 1993)
7. (en) A Christmas Bride, 1997Inédit à ce jour en France.

### Série Famille Dudley
1. (en) More than a Mistress, 2000Inédit à ce jour en France.
2. (en) No Man's Mistress, 2001Inédit à ce jour en France.
3. La maîtresse cachée, J'ai lu, coll. « Aventures et Passions », 2015 ((en) The secret mistress, 2011)
4. (en) Now a bride, 2011Inédit à ce jour en France.

### Série Ces demoiselles de Bath
1. Inoubliable Francesca, J'ai lu, coll. « Aventures et Passions », 2008 ((en) Simply Unforgettable, 2005)
2. Inoubliable amour, J'ai lu, coll. « Aventures et Passions », 2008 ((en) Simply Love, 2006)
3. Un instant de pure magie, J'ai lu, coll. « Aventures et Passions », 2021 ((en) Simply Magic, 2007)
4. Au mépris des convenances, J'ai lu, coll. « Aventures et Passions », 2010 ((en) Simply Perfect, 2008)

### Série Frazer
1. (en) The First Snowdrop, 1986Inédit à ce jour en France.
2. (en) Christmas Belle, 1994Inédit à ce jour en France.

### Série Lord Waite
1. (en) The Trysting Place, 1986Inédit à ce jour en France.
2. (en) A Counterfeit Betrothal, 1992Inédit à ce jour en France.
3. Sans promesse de mariage, J'ai lu, coll. « Regency », 2024 ((en) The Notorious Rake, 1992)

### Série Mainwaring
1. (en) A Chance Encounter, 1985Inédit à ce jour en France.
2. (en) The Wood Nymph, 1987Inédit à ce jour en France.

### Série Marlowe et Kendrick
1. Le banni, J'ai lu, coll. « Aventures et Passions », 1998 ((en) Heartless, 1995)
2. Cœur au diapason, J'ai lu, coll. « Aventures et Passions », 2025 ((en) Silent Melody, 1997)

### Série Sullivan
1. (en) Courting Julia, 1993Inédit à ce jour en France.
2. (en) Dancing with Clara, 1994Inédit à ce jour en France.
3. (en) Tempting Harriet, 1994Inédit à ce jour en France.

### Série Web
1. (en) The Gilded Web, 1989Inédit à ce jour en France.
2. (en) Web of Love, 1990Inédit à ce jour en France.
3. (en) Devil's Web, 1990Inédit à ce jour en France.
4. (en) A Promise of Spring, 1990Inédit à ce jour en France.

### Romans uniques
- (en) A Masked Deception, 1985Inédit à ce jour en France.
- Le double pari, J'ai lu, coll. « Regency », 2022 ((en) The Double Wager, 1985)
- (en) Red Rose, 1986Inédit à ce jour en France.
- (en) The Constant Heart, 1987Inédit à ce jour en France.
- (en) Gentle Conquest, 1987Inédit à ce jour en France.
- (en) Secrets of the Heart, 1988Inédit à ce jour en France.
- (en) An Unacceptable Offer, 1988Inédit à ce jour en France.
- (en) The Ungrateful Governess, 1988Inédit à ce jour en France.
- (en) Daring Masquerade, 1989Inédit à ce jour en France.
- (en) A Gift of Daisies, 1989Inédit à ce jour en France.
- Quand Arabella s’entête, J'ai lu, coll. « Regency », 2023 ((en) The Obedient Bride, 1989)
- La Lady au parapluie noire, J'ai lu, coll. « Regency », 2021 ((en) Lady with a Black Umbrella, 1989)
- Le petit défaut de lady Rotherham, J'ai lu, coll. « Regency », 2021 ((en) The Incurable Matchmaker, 1990)
- Miss Catastrophe, J'ai lu, coll. « Regency », 2022 ((en) An Unlikely Duchess, 1990)
- (en) A Certain Magic, 1991Inédit à ce jour en France.
- (en) Snow Angel, 1991Inédit à ce jour en France.
- La perle cachée, J'ai lu, coll. « Aventures et Passions », 2018 ((en) The Secret Pearl, 1991)
- La magie de Noël, J'ai lu, coll. « Aventures et Passions », 2019 ((en) Christmas Beau, 1991)
- Duel d'espions, J'ai lu, coll. « Aventures et Passions », 1997 ((en) Beyond the Sunrise, 1992)
- Le Noël de toutes les promesses, J'ai lu, coll. « Aventures et Passions », 2018 ((en) A Christmas Promise, 1992)
- (en) Deceived, 1993Inédit à ce jour en France.
- (en) Tangled, 1994Inédit à ce jour en France.
- (en) Longing, 1994Inédit à ce jour en France.
- (en) Truly, 1996Inédit à ce jour en France.
- Une partie de campagne,  J'ai lu, coll. « Regency », 2021 ( (en) The Temporary Wife, 1997)
- (en) Thief of Dreams, 1998Inédit à ce jour en France.
- La dernière valse, J'ai lu, coll. « Regency », 2021 ((en) The Last Waltz, 1998)
- (en) Under the mistletoe, 2003Inédit à ce jour en France.
- Stratagème amoureux, J'ai lu, coll. « Aventures et Passions », 2015 ((en) A matter of class, 2009)

### Nouvelles
- (en) The Star of Bethlehem, 1989Dans A Regency Christmas, inédit à ce jour en France[6].
- (en) Playing House, 1990Dans A Regency Christmas II, inédit à ce jour en France[6].
- (en) Golden Rose, 1991Dans A Regency Valentine, inédit à ce jour en France.
- (en) The Best Christmas Ever, 1991Dans A Regency Christmas III, inédit à ce jour en France.
- (en) A Waltz Among the Stars, 1992Dans A Regency Valentine II, inédit à ce jour en France.
- (en) The Treasure Hunt, 1992Dans A Regency Summer, inédit à ce jour en France.
- (en) The Dark Rider, 1992Dans Full-Moon Magic, inédit à ce jour en France.
- (en) The Porcelain Madonna, 1992Dans A Regency Christmas IV, inédit à ce jour en France.
- (en) The Substitute Guest, 1993Dans Tokens of Love, inédit à ce jour en France.
- (en) The Wrong Door, 1993Dans Rakes and Rogues, inédit à ce jour en France.
- (en) The North Tower, 1993Dans Moonlight Lovers, inédit à ce jour en France.
- (en) No Room at the Inn, 1993Dans A Regency Christmas V, inédit à ce jour en France[6].
- (en) The Anniversary, 1994Dans From the Heart, inédit à ce jour en France.
- (en) The Best Gift, 1994Dans A Regency Christmas VI, inédit à ce jour en France[6].
- (en) The Forbidden Daffodils, 1991Dans Blossoms, inédit à ce jour en France.
- (en) Precious Rogue, 1995Dans Dashing and Dangerous, inédit à ce jour en France.
- (en) The Surprise Party, 1995Dans A Regency Christmas VII, inédit à ce jour en France.
- (en) Guarded by Angels, 1995Dans Angel Christmas, inédit à ce jour en France.
- (en) The Betrothal Ball, 1996Dans Love's Legacy, inédit à ce jour en France.
- (en) The Heirloom, 1996Dans Timeswept Brides, inédit à ce jour en France.
- (en) The Wassail Bowl, 1996Dans A Regency Christmas Feast, inédit à ce jour en France.
- (en) The Bond Street Carolers, 1997Dans A Regency Christmas Carol, inédit à ce jour en France.
- L'étoile de Noël, Harlequin, 2001 ((en) A Handful of Gold, 1998)Dans The Gifts of Christmas
- (en) Precious Rogue, 1999Dans Captured Hearts, inédit à ce jour en France.